# Oryzoideae
Oryzoideae (sin. Ehrhartoideae Link), biljna potporodica u porodici travovki. Postoji podjela na 4 tribusa sa desetak rodova. Najpoznatiji predstavnik je riža. 

## Tribusi i rodovi
1. Tribus Streptogyneae C. E. Hubb. ex C. E. Calderón & Soderstr.
  1. Streptogyna P. Beauv. (2 spp.)
2. Tribus Ehrharteae Nevski
  1. Ehrharta Thunb. (24 spp.)
  2. Tetrarrhena R. Br. (4 spp.)
  3. Microlaena R. Br. (8 spp.)
  4. Zotovia Edgar & Connor (3 spp.)
3. Tribus Oryzeae Dumort
  1. Subtribus Oryzinae Rchb.
    1. Leersia Sol. ex Sw. (18 spp.)
    2. Maltebrunia Kunth (5 spp.)
    3. Prosphytochloa Schweick. (1 sp.)
    4. Oryza L. (23 spp.)

  2. Subtribus Zizaniinae Benth.
    1. Chikusichloa Koidz. (3 spp.)
    2. Hygroryza Nees (1 sp.)
    3. Zizania L. (4 spp.)
    4. Luziola Juss. (11 spp.)
    5. Zizaniopsis Döll & Asch. (6 spp.)
4. Tribus Phyllorachideae C. E. Hubb.
  1. Phyllorachis Trimen (1 sp.)
  2. Humbertochloa A. Camus & Stapf (2 spp.)
  3. Suddia Renvoize (1 sp.)